# Gustave Sandras
Gustave Sandras (Lacroix-Barrez, 24 de fevereiro de 1872 – 1954) foi um ginasta francês que competiu em provas de ginástica artística. 
Aos 28 anos, foi representante da França nos Jogos de Paris, em 1900. Na ocasião, disputou a prova dos exercícios combinados individuais, que contaram com as rotações da barra fixa, barras paralelas, argolas, cavalo com alças, solo, salto sobre o cavalo, salto em altura combinado, salto em distância, salto com vara, escalada e halterofilismo, em um total de 320 pontos. Ao final das disputas, saiu-se vencedor, após superar os compatriotas Noël Bas e Lucien Démanet.